# Daewoo Tacuma

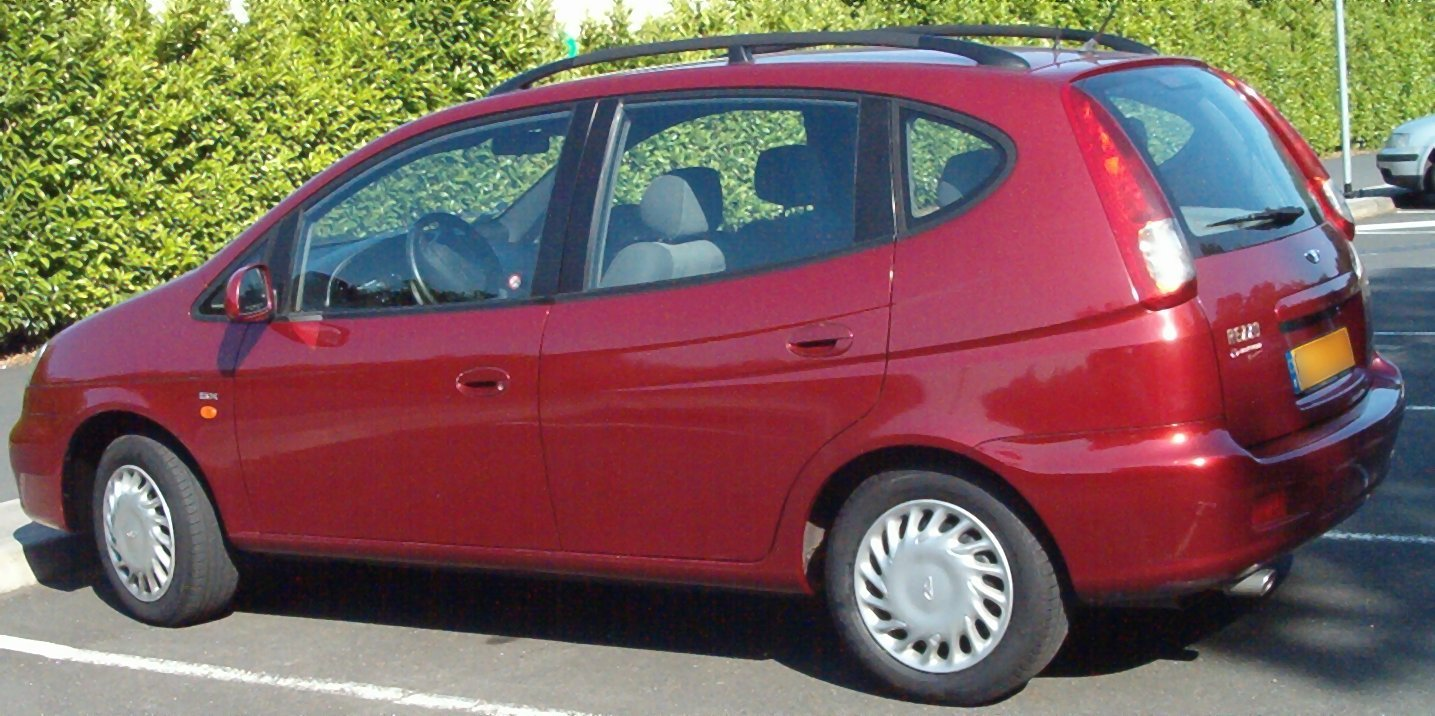
Daewoo Rezzo

Daewoo Tacuma är en sydkoreansk, femsitsig mini-MPV i samma kategori som exempelvis Citroën Xsara Picasso och Renault Scénic. Modellen, som ritades av Pininfarina, presenterades i Europa år 2000, men det dröjde ända till 2003 innan den kom till Sverige. År 2004 bytte den namn till Chevrolet Tacuma, men på vissa marknader går den även under namnet Daewoo Rezzo och Chevrolet Vivant. I Sydkorea finns även en sjusitsig variant.